# Madame et son fantôme
Madame et son fantôme (The Ghost and Mrs Muir) est une série télévisée américaine en 50 épisodes de 25 minutes, créée par Jean Holloway et diffusée du 21 septembre 1968 au 29 mars 1969 sur le réseau NBC, puis du 18 septembre 1969 au 13 mars 1970 sur le réseau ABC.
Au Québec, la série a été diffusée à partir du 6 septembre 1971 à la Télévision de Radio-Canada, et en France, dans les années 1970 sur Télé Luxembourg et à partir du 15 mars 1987 sur FR3.
Elle est inspirée du film L'Aventure de Mme Muir de Joseph L. Mankiewicz sorti en 1947, lui-même adapté du roman de la Britannique R. A. Dick (pseudonyme de Josephine Leslie), publié en 1945.

## Synopsis
La jeune veuve Carolyn Muir et ses deux enfants s'installent dans un cottage dont ils viennent de faire l'acquisition. Ils découvrent bien vite que la maison est hantée par le fantôme du capitaine Gregg, un loup de mer au caractère emporté, mort depuis plus d'un siècle. Alors qu'il avait toujours refusé de voir sa maison occupée, le capitaine va s'éprendre de madame Muir.

## Fiche technique
- Titre original : The Ghost and Mrs Muir
- Titre français : Madame et son fantôme
- Réalisation : Lee Philips, Gary Nelson, John Erman
- Scénario : R. A. Dick, Jean Holloway
- Musique : George Greeley, Dave Grusin
  - Générique : Dave Grusin (compositeur)
- Production : Howard Leeds, Gene Reynolds, Stanley Rubin
- Société de production : 20th Century Fox Television
- Pays d'origine :  États-Unis
- Langue : anglais
- Format : couleur - 35 mm - 1,33:1 - Mono
- Genre : comédie fantastique, romance
- Nombre d’épisodes : 50 (2 saisons)
- Durée : 25 minutes
- Dates de sortie :  États-Unis : 21 septembre 1968 ;  France : années 1970

## Distribution
- Hope Lange (VQ : Aline Caron) : Carolyn Muir

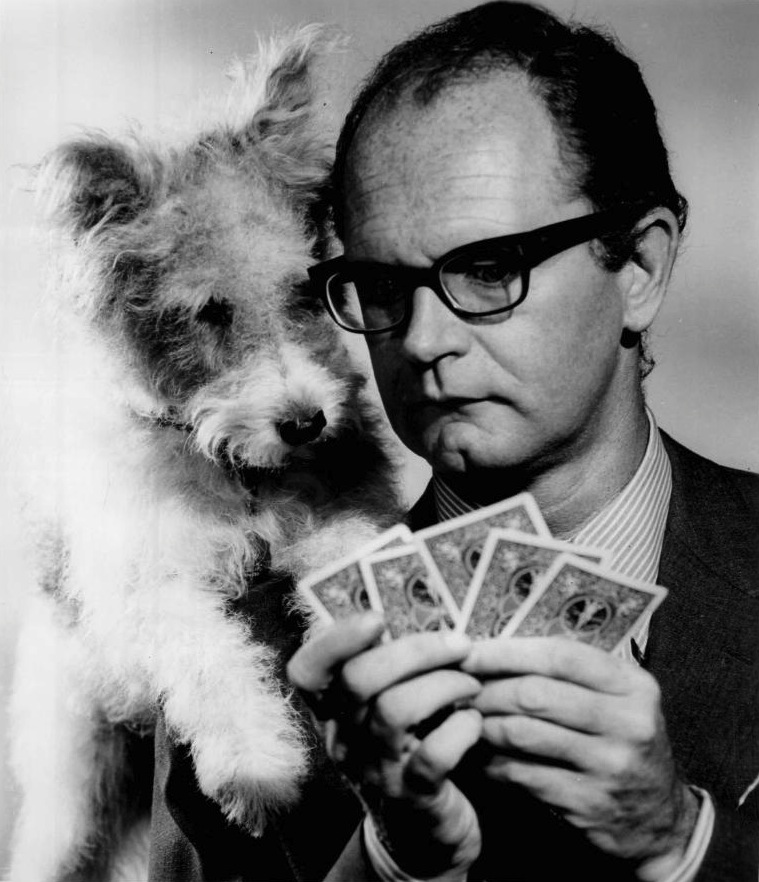
Charles Nelson Reilly et le chien "Scruffy", photo promotionnelle pour la série.

- Edward Mulhare (VQ : Daniel Roussel) : Capitaine Daniel Gregg
- Kellie Flanagan (VQ : Ève Gagnier) : Candice Muir
- Harlen Carraher (VQ : Mirielle Lachance) : Jonathan Muir
- Reta Shaw (VQ : Denise Morelle) : Martha Grant
- Charles Nelson Reilly (VQ : Jean-Louis Millette) : Claymore Gregg.

 Source et légende : version québécoise (VQ) sur Doublage.qc.ca

## Épisodes

### Première saison (1968-1969)
1. Pilote (Pilot)
2. Lune de miel hantée (Haunted Honeymoon)
3. Chasse au trésor (Treasure Hunt)
4. Titre français inconnu (The Ghost Hunter)
5. Titre français inconnu (Hero Today, Gone Tomorrow)
6. Vanessa (Vanessa)
7. Titre français inconnu (The Real James Gatley)
8. Oncle Arnold le Magnifique (Uncle Arnold the Magnificent)
9. Titre français inconnu (Way Off Broadway)
10. L'arbre de puzzle de singe (The Monkey Puzzle Tree)
11. Titre français inconnu (Captain Gregg's Whiz-Bang)
12. Madeira, Mon cher ? (Madeira, My Dear?)
13. L'amour est un mal au dents (Love is a Toothache)
14. M. Parfait (Mister Perfect)
15. Titre français inconnu (Dear Delusion)
16. Titre français inconnu (Dog Gone!)
17. Une douleur dans le cou (A Pain in the Neck)
18. Strictement Relatif (Strictly Relative)
19. Titre français inconnu (Chowderhead)
20. C'est un cadeau ! (It's a Gift)
21. Enterré à la page un (Buried on Page One)
22. Faites-moi un match/Trouvez-moi un compagnon (Make Me a Match)
23. Jonathan dit que ça l'a aimé (Jonathan Tells it Like it Was)
24. La Boule de médecine (Medicine Ball)
25. Fils de la malédiction (Son of the Curse)
26. Titre français inconnu (The Music Maker)

### Deuxième saison (1969-1970)
1. Titre français inconnu (The Great Power Failure)
2. Titre français inconnu (Centennial)
3. Titre français inconnu (There's a Seal in My Bathtub)
4. Titre français inconnu (Double Trouble)
5. Titre français inconnu (Today I Am a Ghost)
6. Titre français inconnu (Madam Candidate)
7. Titre français inconnu (Not So Desperate Hour)
8. Titre français inconnu (Medium Well-Done)
9. Titre français inconnu (Surprise Party)
10. Titre français inconnu (The Fabulous Plus Ghost)
11. Titre français inconnu (The Spirit of the Law)
12. Titre français inconnu (Puppy Love)
13. Titre français inconnu (Host to the Ghost)
14. Titre français inconnu (The Ghost and Christmas Past)
15. Titre français inconnu (Ladies' Man)
16. Titre français inconnu (Not So Faust)
17. Titre français inconnu (Tourist, Go Home)
18. Titre français inconnu (No Hits, No Runs, No Oysters)
19. Titre français inconnu (Dig for the Truth)
20. Titre français inconnu (Pardon My Ghost)
21. Titre français inconnu (Martha Meets the Captain)
22. Titre français inconnu (Amateur Night)
23. Titre français inconnu (Curious Cousin)
24. Titre français inconnu (Wedding Day)

## Autour de la série
- Dans le film et le roman, l'intrigue se déroule au début du XXe siècle ; dans la série, en revanche, l'histoire a lieu à l'époque contemporaine (en l'occurrence les années 1960).

## Distinctions
- Emmy Awards 1969 : Meilleure actrice dans une série comique pour Hope Lange
- Emmy Awards 1970 : Meilleure actrice dans une série comique pour Hope Lange